# Sroki (Chorwacja)
Sroki – wieś w Chorwacji, w żupanii primorsko-gorskiej, w gminie Viškovo. W 2011 roku liczyła 1741 mieszkańców.